# Église Saint-Pierre de Villers-le-Temple
Pour les articles homonymes, voir Église Saint-Pierre.
L'église Saint-Pierre  est un édifice religieux catholique classé situé dans le village de Villers-le-Temple faisant partie de la commune de Nandrin dans la province de Liège (Belgique).

## Situation
L'édifice est situé au centre du village condrusien de Villers-le-Temple, au carrefour de la rue J. Pierco et de la rue de la Tourette, à côté de l'ancienne Commanderie de l'Ordre du Temple.

## Historique
Le noyau le plus ancien de la tour remonte à 1260, année présumée de la création de la Commanderie de l'Ordre du Temple. Le chœur a été bâti au cours du XVIe siècle. La nef est terminée par la construction des bas-côtés de 1757 à 1763, période à laquelle le décor intérieur de stucs a été sculpté. La tour est reconstruite en 1771  par le maître maçon Jadot.

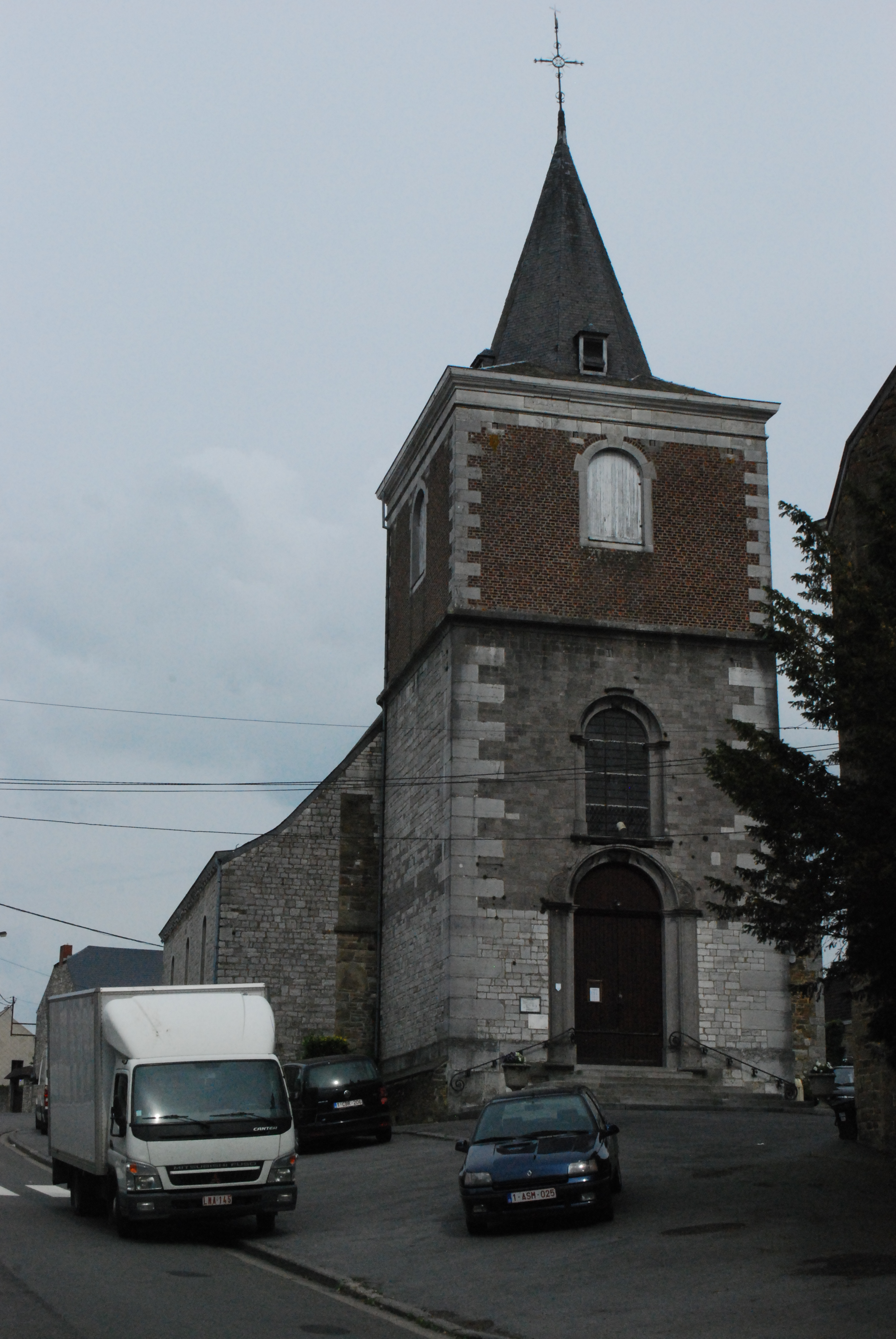
La tour et le clocher de l'église Saint-Pierre

## Architecture
L'édifice a une longueur d'environ 35 mètres.
La tour carrée de trois niveaux est réalisée en moellons de calcaire du Condroz pour les deux premiers niveaux et en brique pour le niveau supérieur. Ce niveau est séparé des deux niveaux inférieurs par un bandeau saillant en pierre calcaire. Les trois niveaux sont pourvus de chaînage d'angle en pierres calcaires équarries. Le portail d'entrée à double battant avec imposte cintrée est orné de motifs de style rocaille et surmonté d'une baie avec vitraux portant l'inscription suivante : HIC EST DOMUS DOMINI signifiant : Ici, se trouve la maison du Seigneur et avec clé datée de 1778. La tour est surmontée d’une toiture d’ardoises se terminant par une flèche octogonale surmontée d'une croix en fer forgé et d'un coq en girouette.
La nef possède trois travées pourvues de baies avec encadrements en pierres calcaires cintrées à clé de voûte trapézoïdale et montants harpés.
Le chevet, plus étroit et moins élevé que la nef, compte une travée avec baie en arc surbaissé.
De style gothique, le chœur est formée de trois pans coupés percés pour les deux pans latéraux de baies avec arc brisé. Le pan axial compte une double lancette au-dessus et de chaque côté de laquelle se trouvent  deux blasons aux armes de Willaume de Sorchelles, chevalier de l’Ordre de Saint-Jean de Jérusalem, et de la famille Plancha.

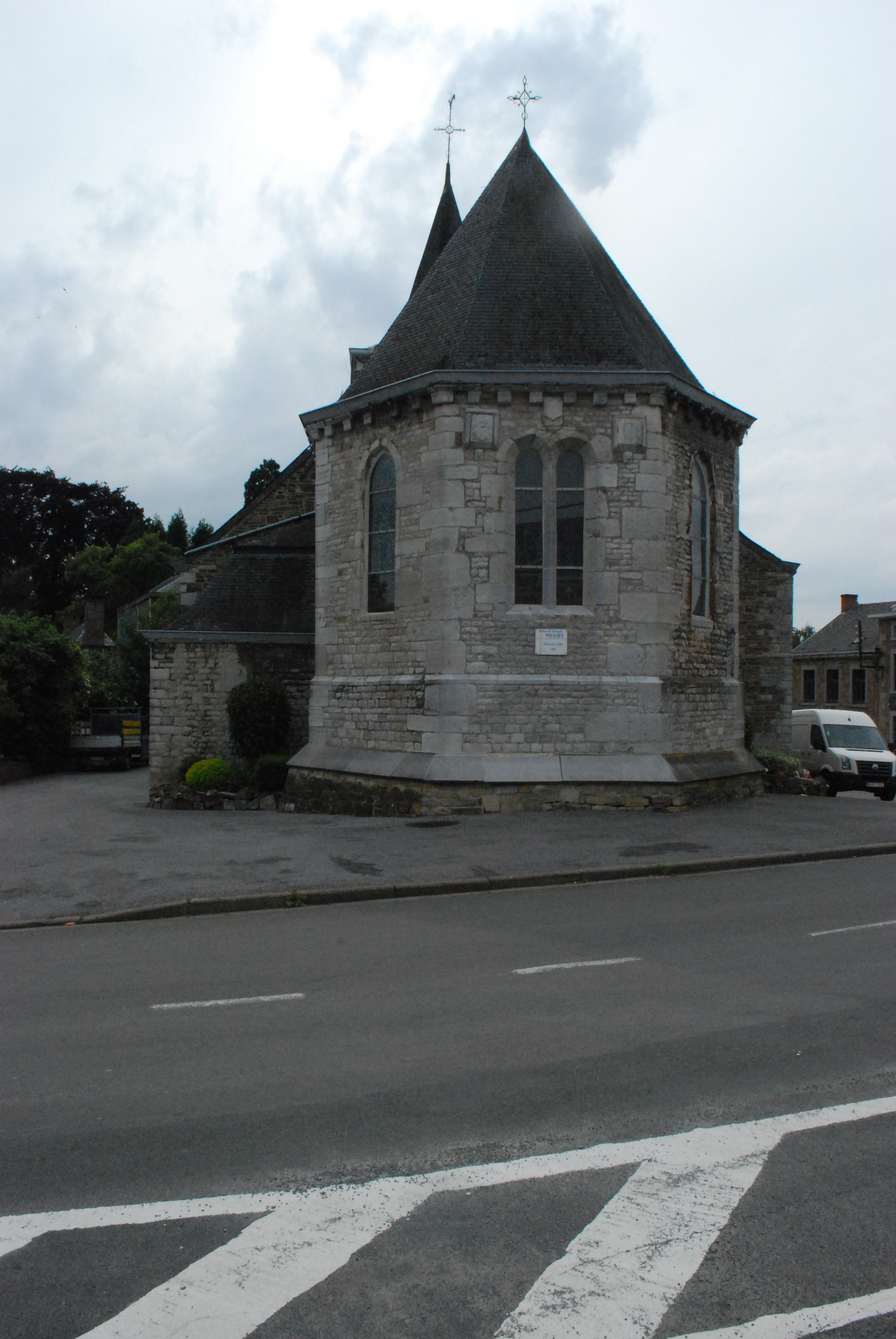
Le chœur de l'église Saint-Pierre

## Dalle funéraire de Gérard de Villers
À l’intérieur de l'église, est conservée la dalle funéraire en pierre bleue du fondateur de la Commanderie du Temple, Gérard de Villers. il est représenté grandeur nature, sous une arcature trilobée en forme de dais et vêtu de l’habit de son Ordre, sa tête barbue est coiffée de la cervelière. De la main droite il s’appuie sur un bâton pastoral ou une canne et, de la main gauche, il tient un chapelet attaché à la ceinture. Sur son manteau, vis-à-vis du cœur, est appliquée la croix rouge du Temple. Une épitaphe rappelle l’identité du défunt et la date de sa mort : le dernier jour de février 1273. Les caractères sont en lettres onciales gravées en creux, entre deux filets formant cadre.

## Classement
L'église Saint-Pierre est classée depuis le 1er août 1933 et reprise sur la liste du patrimoine immobilier classé de Nandrin.